# Luis Suárez Miramontes
Luis Suárez Miramontes (født 2 maj, 1935, død 9. juli 2023) var en spansk fodboldspiller og senere træner. Han spillede som midtbanespiller for klubberne Deportivo de La Coruña, España Industrial, FC Barcelona, Inter Milan, Sampdoria og det spanske fodboldlandshold. Suárez anses som en af de bedste spanske fodboldspillere gennem tiderne.
Han spillede venstre midtbane og venstre central midtbane, og startede sin karriere i Deportivo de La Coruña i året 1953. Han skiftede i 1954 til FC Barcelona, hvor han fik sit store gennembrud. I 1961 skiftede han til italienske FC Internazionale Milano, hvor han indtil 1970 var en fast del af klubbens daværende storhold La Grande Inter. I 1970 skiftede han til at Sampdoria, hvor han spillede de sidste tre år af den aktive karriere.
Han var fast mand på det spanske landshold i tiden 1957-1972, hvor han spillede 32 kampe og nettede 14 gange. Han var med på det spanske hold, der vandt EM i fodbold 1960.
Han var efter sit karrierestop træner for blandt andet det spanske landshold.